# Caracanthus
Caracanthus es un género de peces de la familia Caracanthidae, del orden Scorpaeniformes. Este género marino fue descrito por primera vez en 1845 por Henrik Nikolaj Krøyer.
Antes encuadrado en la familia monotípica Caracanthidae, en la actualidad se considera ésta como subfamilia Caracanthinae Gill, 1885 dentro de los escorpaénidos.

## Especies
Especies reconocidas del género:
- Caracanthus maculatus (J. E. Gray, 1831)
- Caracanthus madagascariensis (Guichenot, 1869)
- Caracanthus typicus Krøyer, 1845
- Caracanthus unipinna (J. E. Gray, 1831)

### Lectura recomendada
- Eschmeyer, William N., ed. 1998. Catalog of Fishes. Special Publication of the Center for Biodiversity Research and Information, no. 1, vol 1-3. 2905.
- Nelson, Joseph S. 1994. Fishes of the World, Third Edition. xvii + 600.
- Eschmeyer, William N. (1998). Paxton, J.R.; Eschmeyer, W.N., eds. Encyclopedia of Fishes. San Diego: Academic Press. p. 176. ISBN 0-12-547665-5.